# Pseudo-Buenaventura

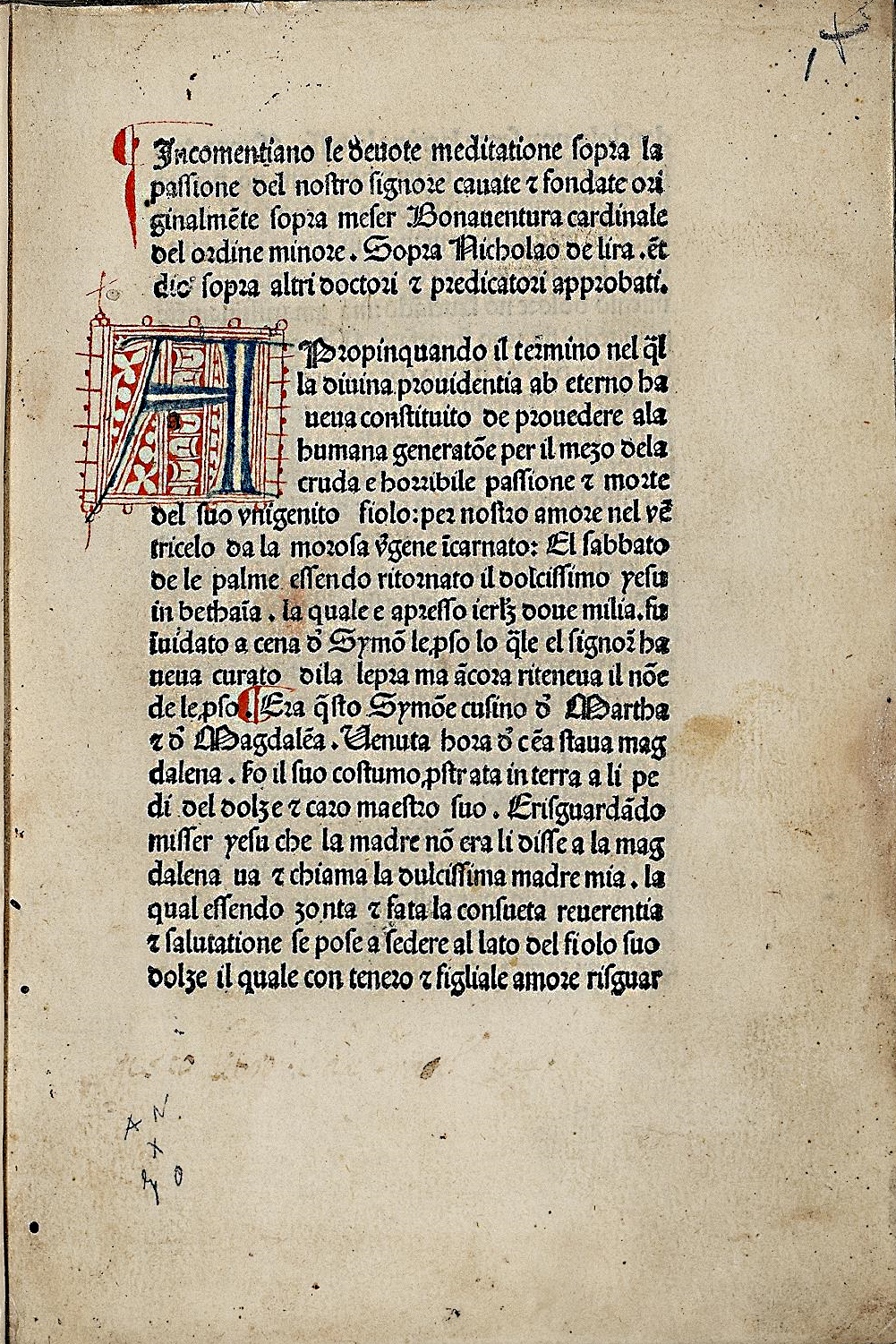
Meditationes vitae Christi (Giovanni de Cauli?), ca. 1478

El Pseudo-Bonaventura, es el nombre dado a los autores de unas cuantas obras devocionales que en su época se creyó que eran obra de San Buenaventura: "Parecería como si 'Buenaventura' se considerara una etiqueta apta para una cierta clase de texto, más que la afirmación de la autoría". Como está ya claro que estamos hablando de diversos autores, el término "Pseudo-Buenaventuriano" se usa habitualmente. Muchas obras hoy día tienen otras atribuciones de autoría que están aceptadas generalmente, pero la más famosa, las Meditationes de Vita Christi, continúa siendo considerada sólo como una obra del Pseudo-Buenaventura. 

## Meditationes de Vita Christi
No confundir con la Vita Christi de Ludolfo de Sajonia
La más popular e importante de estas obras, fueron las Meditationes de Vita Christi ("Meditaciones sobre la vida de Cristo", o Espejo de la vida sagrada de Jesucristo), que podemos datar alrededor de 1300; como Buenaventura, el autor fue probablemente un franciscano, y la obra está dirigida a una clarisa. Nos han llegado unos 200 manuscritos, incluyendo 17 copias iluminadas, y la popularidad de la obra aumentó posteriormente con las primeras ediciones impresas. Una edición veneciana 1497 es la única obra de impresión xilográfica italiana conocida.
Las evocaciones detalladas de la obra sobre diversos momentos de los Evangelios influyeron en el arte, y se considera que fueron la fuente de inspiración de la iconografía de los fresco de la Vida de Cristo en la capilla de los Scrovegni pintados por Giotto. También se considera que inspiró el gran aumento en representaciones del Velo de Verónica a partir del final del siglo XIV.

## Otras obras
- Stimulus Amoris, del cual la Instructio sacerdotis ad se preparandum ad celebrandum missam (Instrucción para que los sacerdotes se preparen para celebrar la Misa) es una parte.
- Biblia pauperum (Biblia de los pobres - un título que sólo se dio en el siglo XX) es una versión tipológica corta de la Biblia, también extremadamente popular y a menudo ilustrada. Hubo diferentes versiones de ésta. El original quizás sea del dominico Nicolás de Hanapis.
- Speculum Beatæ Mariæ Virginis (Espejo de la beata Virgen María), de Conrado de Sajonia.
- Speculum Disciplinæ (Espejo de disciplina), Epistola ad Quendam Novitium (Epístola a algún novicio) y Centiloquium, todos ellos probablemente obra del secretario de Buenanventura, Bernardo de Besse
- Leyenda de Santa Clara.
- Theologia Mystica (Teología mística), probablemente de Enrique Balme.
- Philomena, un poema ahora atribuido a John Peckham, arzobispo de Canterbury de 1279 a 1292.

## Más información
- Lawrence F. Hundersmarck: The Use of Imagination, Emotion, and the Will in a Medieval Classic: The Meditaciones Vite Christi. In: Logos 6,2 (2003), pp. 46-62
- Sarah McNamer: Further evidence for the date of the Pseudo-Bonaventuran Meditationes vitæ Christi. In: Franciscan Studies, Bd. 10, Jg. 28 (1990), pp. 235-261

- Datos: Q642704
- Multimedia: Pseudo-Bonaventure / Q642704